# Tadeusz Dzieduszycki (1841–1918)
Tadeusz Piotr Dzieduszycki (ur. 27 września 1841 w Niesłuchowie, zm. 5 sierpnia 1918 we Lwowie) – hrabia, II ordynat poturzycko-zarzecki, poseł do Sejmu Krajowego Galicji IV i V kadencji (1877–1889), starosta zaleszczycki w roku 1882. 

## Życiorys
Był synem Kazimierza i Róży z Matkowskich. Po zakończeniu nauk w Theresianum w Wiedniu powrócił do Galicji, gdzie za udział w organizowaniu obchodów patriotycznych w 1861 znalazł się w więzieniu. Ponownie trafił za kraty za organizowanie pomocy dla powstańców styczniowych w 1863. Po upadku powstania zajął się najpierw prowadzeniem rodzinnego majątku, a później wyjechał do Lwowa obejmując posadę urzędnika bankowego. Za namową namiestnika Galicji, Agenora Gołuchowskiego, ukończył studia prawnicze na Uniwersytecie Lwowskim, uzyskując tytuł doktora. Pracował w Ministerstwie Skarbu, a później w Ministerstwie Spraw Wewnętrznych w Wiedniu, gdzie został dyrektorem departamentu do spraw Galicji. W 1882 wrócił do kraju, gdzie został starostą powiatowym w Zaleszczykach. W 1900 został dziedzicznie członkiem Izby Panów. Będąc posłem Sejmu Krajowego pracował nad zagadnieniami ekonomicznymi i uprzemysłowieniem Galicji. Z jego inicjatywy powstała między innymi fabryka wagonów i lokomotyw w Sanoku, a on sam do 13 czerwca 1909 był członkiem rady nadzorczej Pierwszego Galicyjskiego Towarzystwa Akcyjnego Budowy Wagonów i Maszyn w Sanoku.
W 1879 poślubił daleką krewną Annę Dzieduszycką (1859–1917), córkę Włodzimierza. Zostając usynowionym przez teścia, zajął się opracowaniem statutu ordynacji Poturzycko-Zarzeckiej zatwierdzonej przez rząd austriacki w 1893. Po śmierci teścia w 1899 został II ordynatem, dziedzicząc majątek oraz Muzeum im. Dzieduszyckich we Lwowie.
Z małżeństwa z Anną (1859–1917, córką Włodzimierza Dzieduszyckiego) miał czterech synów: Pawła, Włodzimierza, Stanisława i Kazimierza oraz trzy córki: Różę, Klementynę (została zakonnicą) oraz  Marię (1893-1918) żonę Stanisława Grabińskiego.